# Lo Nuestro 2007
 (décembre 2024).
 (juillet 2024).
La mise en forme du texte ne suit pas les recommandations de Wikipédia : il faut le « wikifier ».
Les points d'amélioration suivants sont les cas les plus fréquents. Le détail des points à revoir est peut-être précisé sur la page de discussion.
- Les titres sont pré-formatés par le logiciel. Ils ne sont ni en capitales, ni en gras.
- Le texte ne doit pas être écrit en capitales (les noms de famille non plus), ni en gras, ni en italique, ni en « petit »…
- Le gras n'est utilisé que pour surligner le titre de l'article dans l'introduction, une seule fois.
- L'italique est rarement utilisé : mots en langue étrangère, titres d'œuvres, noms de bateaux, etc.
- Les citations ne sont pas en italique mais en corps de texte normal. Elles sont entourées par des guillemets français : « et ».
- Les listes à puces sont à éviter, des paragraphes rédigés étant largement préférés. Les tableaux sont à réserver à la présentation de données structurées (résultats, etc.).
- Les appels de note de bas de page (petits chiffres en exposant, introduits par l'outil «  Source ») sont à placer entre la fin de phrase et le point final[comme ça].
- Les liens internes (vers d'autres articles de Wikipédia) sont à choisir avec parcimonie. Créez des liens vers des articles approfondissant le sujet. Les termes génériques sans rapport avec le sujet sont à éviter, ainsi que les répétitions de liens vers un même terme.
- Les liens externes sont à placer uniquement dans une section « Liens externes », à la fin de l'article. Ces liens sont à choisir avec parcimonie suivant les règles définies. Si un lien sert de source à l'article, son insertion dans le texte est à faire par les notes de bas de page.
- La présentation des références doit suivre les conventions bibliographiques. Il est recommandé d'utiliser les modèles {{Ouvrage}}, {{Chapitre}}, {{Article}}, {{Lien web}} et/ou {{Bibliographie}}. Le mode d'édition visuel peut mettre en forme automatiquement les références.
- Insérer une infobox (cadre d'informations à droite) n'est pas obligatoire pour parachever la mise en page.

Pour une aide détaillée, merci de consulter Aide:Wikification.
Si vous pensez que ces points ont été résolus, vous pouvez retirer ce bandeau et améliorer la mise en forme d'un autre article.

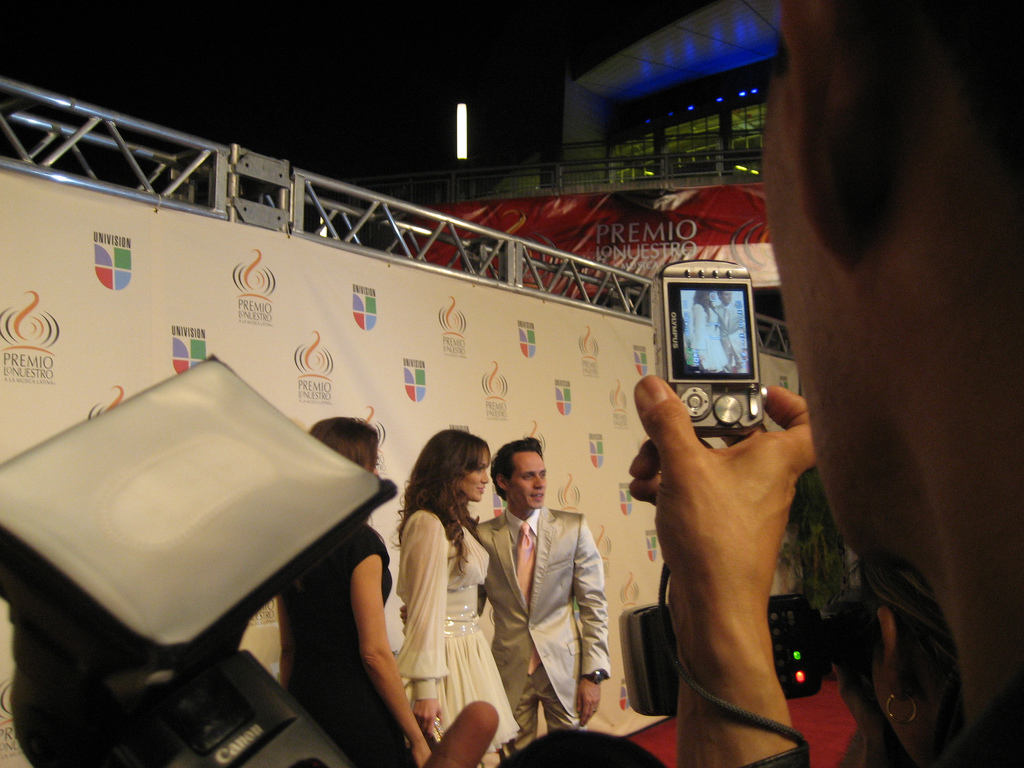
Jennifer Lopez et Marc Anthony aux Lo nuestro awards.

La cérémonie Premio Lo Nuestro 2007 s'est déroulée le 22 février 2007 à Miami.

## Pop
Album de l'année (Album of the Year)
1. Adentro, Ricardo Arjona
2. Días Felices, Christian Castro
3. El Sexto Sentido / Re+loaded, Thalía
4. Mañana, Sin Bandera
5. Nuestro Amor, RBD

Artiste Masculin (Male Artist of the Year)
1. Chayanne
2. Christian Castro
3. Luis Fonsi
4. Ricardo Arjona

Artiste Féminine (Female Artist of the Year)
1. Anaís
2. Julieta Venegas
3. Laura Pausini
4. Shakira

Groupe ou Duo de l'année (Group or Duo of the Year)
1. La 5a Estación
2. RBD
3. Reik
4. Sin Bandera

Chanson de l'année (Song of the Year)
1. Amor Eterno, Christian Castro
2. No, No, No, Thalía y Anthony "Romeo" Santos de "Aventura"
3. Por Una Mujer, Luis Fonsi
4. Que Me Alcance la Vida, Sin Bandera
5. Te Echo de Menos, Chayanne

Artiste solo ou Groupe Révélation de l'année (New Soloist or Group of the Year)
1. Anaís
2. Camila
3. Chelo
4. Yuridia

## Rock
Album de l'année (Album of the Year)
1. Amar es Combatir, Maná
2. Anoche, Babasónicos
3. Indeleble, Alejandra Guzmán
4. Pescado Original, Enanitos Verdes
5. Vida de Perros, Los Bunkers

Artiste de l'année (Artist of the Year)
1. Alejandra Guzmán
2. Babasónicos
3. Juanes
4. Maná

Chanson de l'année (Song of the Year)
1. Carismático, Babasónicos
2. Labios Compartidos, Maná
3. Lo Que Me Gusta a Mí, Juanes
4. Mariposas, Enanitos Verdes
5. Volverte a Amar, Alejandra Guzmán

## Musiques tropicales
Album de l'année (Album of the Year)
1. Decisión Unánime, Víctor Manuelle
2. Éxitos y Más, Monchy y Alexandra
3. I Love Salsa! - Edición Especial, N'Klabe
4. Sigo Siendo Yo, Marc Anthony
5. Soy Diferente, La India

Artiste Masculin (Male Artist of the Year)
1. Andy Andy
2. Fonseca
3. Marc Anthony
4. Tito Nieves

Artiste Féminine (Female Artist of the Year)
1. Gisselle
2. La India
3. Milly Quezada
4. Olga Tañón

Groupe ou Duo de l'année (Group or Duo of the Year)
1. Aventura
2. La India y Checa
3. Monchy y Alexandra
4. N'Klabe y Víctor Manuelle
5. N'Klabe y Voltio

Chanson de l'année (Song of the Year)
1. Tu Amor Me Hace Bien, Marc Anthony
2. Amor de Una Noche, N'Klabe con Voltio
3. No Es Una Novela, Monchy y Alexandra
4. Nuestro Amor Se Ha Vuelto Ayer, Víctor Manuelle
5. Te Mando Flores, Fonseca

Tropical / Merengue : Artiste de l'année (Tropical Merengue Artist of the Year)
1. Grupo Manía
2. Limi-T 21
3. Olga Tañón
4. Chichi Peralta

Tropical / Salsa : Artiste de l'année (Tropical Salsa Artist of the Year)
1. Marc Anthony
2. Michael Stuart
3. Tito Nieves
4. Víctor Manuelle

Artiste Tropical traditionnel de l'année (Tropical Traditional Artist of the Year)
1. Andy Andy
2. Aventura
3. Fonseca
4. Monchy y Alexandra

Artiste solo ou Groupe Révélation de l'année (New Soloist or Group of the Year)
1. Fonseca
2. Marlon
3. Orlando Conga

## Musique mexicaine
Album de l'année (Album of the Year)
1. Algo de Mí, Conjunto Primavera
2. Aliado del Tiempo, Mariano Barba
3. Borrón y Cuenta Nueva, Grupo Montez de Durango
4. Historias Que Contar, Los Tigres del Norte
5. Los Super Éxitos - Lagrimillas Tontas, Grupo Montez de Durango

Artiste Masculin (Male Artist of the Year)
1. El Chapo de Sinaloa
2. Joan Sebastián
3. Mariano Barba
4. Sergio Vega

Artiste Féminine (Female Artist of the Year)
1. Alicia Villarreal
2. Diana Reyes
3. Graciela Beltrán
4. Jenni Rivera

Groupe ou Duo de l'année (Group or Duo of the Year)
1. Conjunto Primavera
2. Grupo Montez de Durango
3. Intocable
4. Los Tigres del Norte

Chanson de l'année (Song of the Year)
1. Aliado del Tiempo, Mariano Barba
2. Algo de Mí, Conjunto Primavera
3. Alguien te Va a Hacer Llorar, Intocable
4. De Contrabando, Jenni Rivera
5. Lagrimillas Tontas, Grupo Montez de Durango

Artiste Banda de l'année (Banda Artist of the Year)
1. Mariano Barba
2. Beto y sus Canarios
3. Jenni Rivera
4. Joan Sebastian

Artiste Durangense de l'année (Durangense Artist of the Year)
1. Alacranes Musical
2. Grupo Montez de Durango
3. K-Paz de la Sierra
4. Patrulla 81

Artiste Grupero de l'année (Grupero Artist of the Year)
1. Bronco - El Gigante De América
2. Grupo Bryndis
3. Los Temerarios
4. Víctor García (en)

Artiste Norteño de l'année (Norteño Artist of the Year)
1. Conjunto Primavera
2. Intocable
3. Los Huracanes del Norte
4. Los Tigres del Norte

Artiste Ranchero de l'année (Ranchero Artist of the Year)
1. Alicia Villarreal
2. Pablo Montero
3. Pepe Aguilar
4. Vicente Fernández

Artiste Tejano de l'année (Tejano Artist of the Year)
1. Bobby Pulido
2. Costumbre
3. Jimmy González

Artiste solo ou Groupe Révélation de l'année (New Soloist or Group of the Year)
1. Los Creadorez del Pasito Duranguense de Alfredo Ramirez
2. Los Cuen's de Sinaloa
3. Chelín Ortiz

## Urban
Album de l'année (Album of the Year)
1. Barrio Fino en Directo, Daddy Yankee
2. Flashback, Ivy Queen
3. Masterpiece, R.K.M. y Ken-Y
4. Pa'L Mundo Deluxe Edition, Wisin y Yandel
5. Top of the Line, Tito "El Bambino"

Artiste de l'année (Artist of the Year)
1. Daddy Yankee
2. Don Omar
3. Tito "El Bambino"
4. Wisin y Yandel

Chanson de l'année (Song of the Year)
1. Caile, Tito "El Bambino"
2. Down, R.K.M. y Ken-Y
3. Llamé Pa' Verte, Wisin y Yandel
4. Machucando, Daddy Yankee
5. Rompe, Daddy Yankee

## Vidéo-clipde l'année (VIDEO OF THE YEAR)
1. Angelito, Don Omar
2. Labios Compartidos, Maná
3. Me Voy, Julieta Venegas
4. Mojado, Ricardo Arjona con Intocable
5. Ni Freud, Ni Tu Mamá, Belinda
6. Todos Me Miran, Gloria Trevi